# Relations entre la France et la Mauritanie
Les relations entre la France et la Mauritanie désignent les relations diplomatiques bilatérales s'exerçant entre d'une part, la République française, État principalement européen, et de l'autre la République islamique de Mauritanie, État du Nord-Ouest africain.
Selon le site de la diplomatie française, la France est le premier partenaire bilatéral de la Mauritanie et les deux pays partagent une amitié historique.

## Histoire

### Premiers contacts
En 1816, le navire La Méduse s'échoue sur le banc d'Arguin. Il s'agit de la première rencontre entre Mauritaniens et Français.

### Période coloniale
La Mauritanie faisait partie de l'Afrique-Occidentale française, d'abord avec le statut de protectorat, puis celui de territoire civil, et enfin celui de colonie.
Contrairement à d'autres territoires de l'AOF (à l'image de la Côte d'Ivoire), le territoire mauritanien n'est presque pas mis en valeur par les Français. Il est gouverné depuis le Sénégal, et on n'y construit ni ports, ni aéroports. 

### Indépendance
En 1946, la Mauritanie accède au statut de territoire d'outre-mer de l'Union française. En 1958, la Mauritanie devient l'un des États membres de la Communauté française. En 1960, elle accède à l'indépendance.
Entre-temps, en 1956, son territoire a été revendiqué par le Royaume du Maroc. 

### Seconde moitié du XXesiècle
Au cours de la Guerre Froide, la Mauritanie s'est opposée à la France sur les questions de l'indépendance algérienne, des tests nucléaires dans le Sahara et des ventes d'armes françaises à l'Afrique du Sud. Moktar Ould Daddah, président de la Mauritanie de 1960 à 1978, entretient néanmoins d'excellentes relations avec Paris. La France a soutenu la Mauritanie dans le conflit du Sahara occidental entre 1976 et 1979 (Opération Lamantin). Dans les années 1980, alors que le Maroc apparaît comme une menace pour l'intégrité territoriale mauritanienne, la France réaffirme son soutien à Nouakchott. 
En 1973, la Mauritanie devient membre de la Ligue arabe, et y rejoint ainsi plusieurs anciennes colonies françaises. 
En 1989, à la suite d'un incident frontalier opposant Mauritaniens et Sénégalais, la France organise un pont aérien permettant aux ressortissants des deux pays d'être évacués.
En décembre 1993, le président mauritanien Maaouiya Ould Sid'Ahmed Taya effectue sa première visite officielle en France. Il est très bien accueilli car la France voit en la Mauritanie un pôle de stabilité régional alors que l'Algérie s'enfonce dans la guerre civile. La France félicite d'ailleurs le Parti républicain démocratique et social (PRDS) au pouvoir pour sa large victoire aux élections municipales de février 1994 malgré des accusations de fraude électorale.

## Période contemporaine

### Dimension culturelle
Le français est langue officielle en Mauritanie et la Mauritanie comme la France sont membres de plein droit de l'OIF.
La Mauritanie accueille un lycée français, un Institut français et cinq Alliances françaises.

### Relations économiques
La France est le deuxième fournisseur de la Mauritanie après la Chine et le principal détenteur d'investissement direct à l'étranger en Mauritanie, hors industries extractives.
La priorité française pour l'aide au développement va dans la lutte contre le réchauffement climatique et l'éducation.
La bonne santé économique de la Mauritanie dépend, dans une certaine mesure, du tourisme en provenance de France.
Enfin, la France comme la Mauritanie sont membres de plein droit de l'Union pour la Méditerranée.
Contrairement à la plupart des pays de l'ancienne AOF, la Mauritanie ne fait pas partie de la zone franc CFA, zone monétaire bénéficiant d'une garantie du Trésor français. Elle a quitté la zone en 1973.

### Sur le plan militaire
Dans le cadre de la lutte contre le terrorisme et pour stabiliser la zone sahélo-saharienne, la France et la Mauritanie coopèrent dans le domaine militaire. La Mauritanie fait partie du G5 Sahel, cadre de coopération régionale en matière de sécurité, soutenu par la France. Elle a néanmoins refusé de participer à l'Opération Barkhane, ainsi qu'à plusieurs sommets militaires français.

### Limites
Récemment, la France s'est rapprochée du Maroc et du Sénégal, au détriment de la Mauritanie. Par ailleurs, la France s'est montrée compréhensive vis-à-vis des opposants (IRA) du régime en place, et les droits de l'homme et le pillage culturel (Adrar) sont toujours l'objet de dissensions,. 